# Матрёшкин буерак
Матрёшкин буерак, Матрюшкин буерак  — урочище у села Чигорак  рядом с городом Борисоглебск Воронежской области.  Место массовых расстрелов органами НКВД. Возведена часовня святых Новомучеников и исповедников Церкви Русской. 

## История

### Гражданская война
Расстрелы  в этой местности начались в годы гражданской войны. После подавления Тамбовского восстания (Антоновский мятеж), в Борисоглебске было создано два лагеря  (№3 вместимостью 900 человек и №4 вместимостью 3500 человек).

### Годы массовых репрессий
В 1930-е годы в урочище Матрешкин (Матрюшкин) буерак по разным оценкам было казнено от 90 до 400 человек. В числе убитых  более 100 православных священников. Приговоренных к смерти привозили из Боросоглебской тюрьмы, а также  из Тамбовской и Саратовской областей. Расстрелянных не хоронили, трупы складывали в промоинах и присыпали землей.

## Известные жертвы
- 11 июля 1937 года расстрелян священник Свято-Никольского храма Борисоглебска  Михаил Федорович Субботин[6];
- 5 сентября 1937 года протоирей  Николай Шиловский служивший священником храма Слободы Станичной г. Борисоглебска. Арестован 26 августа 1937 года, содержался в Борисоглебской тюрьме. Его внук, протодиакон Виктор Шиловский, стал основателем Русской Православной Церкви в Австрии[6].
- 10 октября 1937 года расстрелян  священник Феодор Богоявленский, служивший в храме села Верхний Карачан. В 2002 году священник был канонизирован и включен в Собор Новомучеников и Исповедников Российских[4];